# کتی باری
کتی باری (انگلیسی: Cathy Barry؛ زاده ۲۸ سپتامبر ۱۹۶۷) یک بازیگر پورنوگرافی اهل بریتانیا است.